# Ранчо Сан Антонио (Сиудад Ваљес)
Ранчо Сан Антонио (шп. Rancho San Antonio) насеље је у Мексику у савезној држави Сан Луис Потоси у општини Сиудад Ваљес. Насеље се налази на надморској висини од 101 м.

## Становништво
Према подацима из 2010. године у насељу је живело 9 становника.

### Хронологија
| Година       | 2000       | 2005 | 2010 |
| ------------ | ---------- | ---- | ---- |
| Становништво | 13 (9 / 4) | 3    | 9    |

### Попис
| # | Индикатор                     | Вредност |
| - | ----------------------------- | -------- |
| 1 | Укупно домаћинстава           | 2        |
| 2 | Укупно насељених домаћинстава | 2        |
| 3 | Величина локације             | 1        |